# Helicops gomesi
Helicops gomesi är en ormart som beskrevs av Amaral 1921. Helicops gomesi ingår i släktet Helicops och familjen snokar. Inga underarter finns listade i Catalogue of Life.
Arten förekommer i Brasilien i delstaten São Paulo. Honor lägger inga ägg utan föder levande ungar.